# Tumidapexus
Tumidapexus är ett släkte av svampar. Tumidapexus ingår i familjen Aphelariaceae, ordningen Cantharellales, klassen Agaricomycetes, divisionen basidiesvampar och riket svampar.
|             | Aphelaria                           |
|             |                                     |
| Tumidapexus | \| \| Tumidapexus ravus \| \| \| \| |
|             | \| \| Tumidapexus ravus \| \| \| \| |
|             | Phaeoaphelaria                      |
|             |                                     |
|             | Tumidapexus ravus                   |
|             |                                     |

|  | Tumidapexus ravus |
|  |                   |